# Фердинанд (принц Астурийский)
Фердинанд Австрийский, принц Астурийский (исп. Fernando de Austria; 4 декабря 1571, Мадрид — 18 октября 1578, Мадрид) — второй сын короля Испании Филиппа II и первый сын от брака с четвёртой женой Анной Австрийской.

## Биография

### Рождение
Был вторым выжившим сыном Филиппа. Ему предшествовал дон Карлос, родившийся от первой жены Филиппа Марии Португальской. Но к тому времени, когда в 1571 году родился Фердинанд, его старший брат, психически неуравновешенный и непригодный для правительства, был мёртв уже в течение трёх лет.
Для Филиппа болезнь и смерть первенца были причиной большой обеспокоенности о наследовании престола. После дона Карлоса у него не было других выживших сыновей ни от одного из двух последующих браков — только две дочери, Изабелла Клара Евгения и Каталина Микаэла, от третьей жены, Елизаветы Валуа, которая умерла при родах точно так же, как Мария Португальской (его вторая жена королева Англии Мария I умерла бездетной).
В благодарность Господу за рождение долгожданного сына были освобождены заключённые, что запечатлено на полотне Тициана.

### Отцовская привязанность
После Фердинанда у супругов родилось ещё четверо детей: Карлос Лоренцо в 1573 году, Диего в 1575 году, Филипп в 1578 году и Мария в 1580 году, рождение которой привело к смерти Анны от сердечной недостаточности. Из-за обязательств своих родителей перед государством и обычаев той эпохи дети жили и росли отдельно от родителей. Кроме того такое положение дел могло создать своего рода безразличие к их детям у Филиппа и Анны, учитывая очень высокую младенческую смертность того времени. Возможно, они боялись близко привязаться к своим детям, а потом остаться безутешными после того, как они умрут.
Несмотря на Чёрную легенду, в которой Филипп изображался тираном, он был любящим и внимательным отцом. Он покупал куклы, миниатюры и игрушки для своих детей, и во время своего пребывания в Португалии в 1581—1582 годах регулярно писал старшим девочкам письма, чтобы узнать о их здоровье и успехах в учёбе; письма сохранились до настоящего времени. Вернувшись из Португалии, он привёз с собой много конфет и варенья.

### Болезнь и смерть
Летом 1578 года, находясь в городе Галапагаре, Фердинанд серьёзно заболел дизентерией. Врачи оказались не в состоянии договориться относительно способа наилучшего лечения, и король, который находился в Мадриде и постоянно следил за его состоянием, посоветовал сыну есть тортильи. Постепенно он выздоравливал, но через три дня ему стало хуже и он умер. Ему было шесть лет.
Титул принца Астурийского был передан его младшему брату Диего, но четыре года спустя он умер от оспы.
Его младший брат, инфант Филипп, был единственным из детей Анны, пережившим младенчество. В 1598 году он сменил своего отца на троне Испании.